# Delomys dorsalis
Delomys dorsalis là một loài động vật có vú trong họ Cricetidae, bộ Gặm nhấm. Loài này được Hensel mô tả năm 1873.

## Hình ảnh

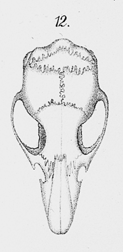
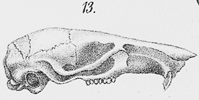
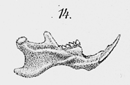